# دست‌انداز

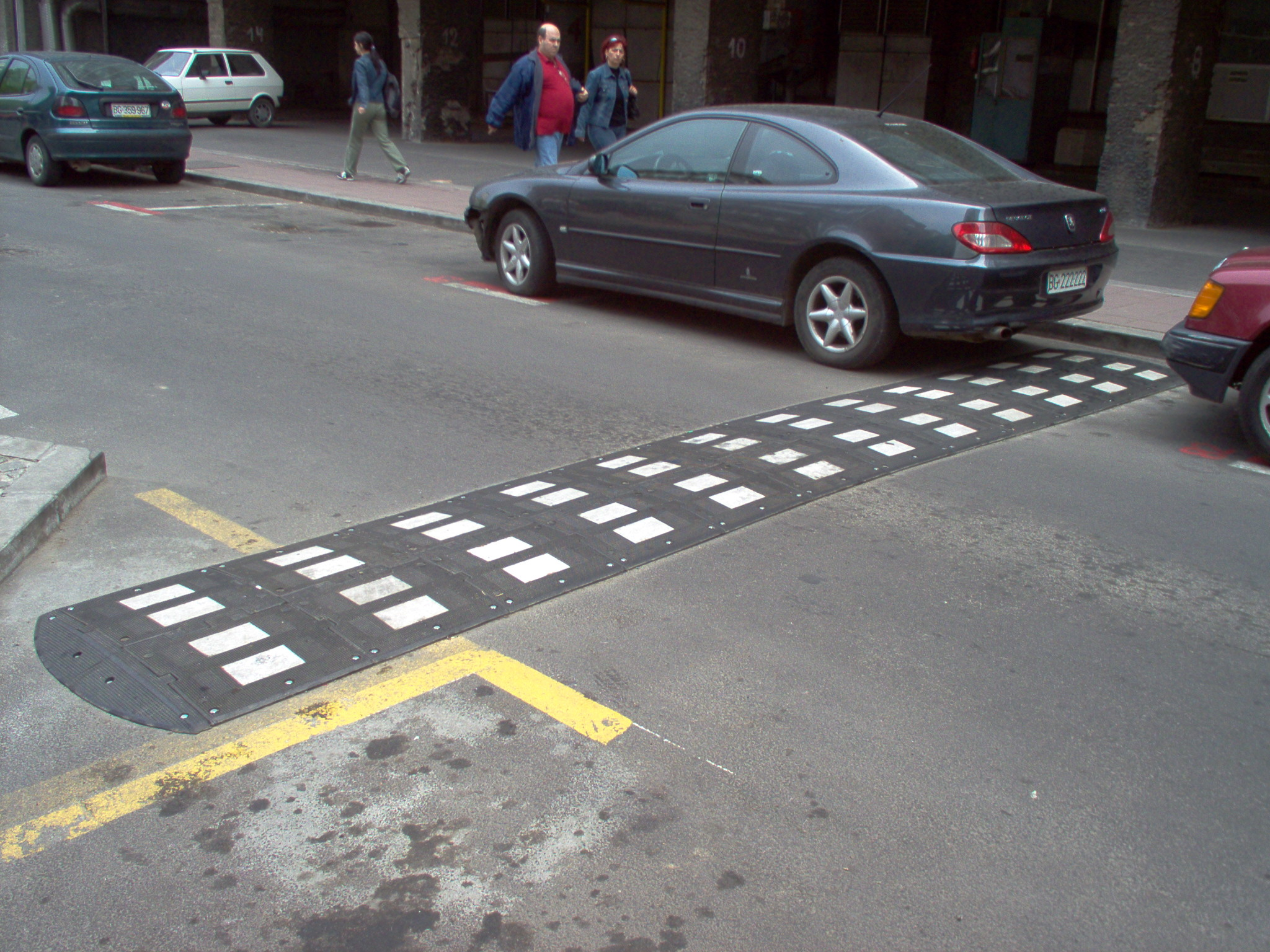
دست‌انداز

دست‌انداز یا سرعت‌گیر اسمی رایج برای وسایلی است که از انحنایی عمودی برای کم کردن سرعت وسایل نقلیهٔ موتور دار به منظور بهبود شرایط ایمنی استفاده می‌کنند. دست اندازها در سراسر دنیا استفاده می‌شوند و اکثراً برای ایجاد سرعتی پایین، یعنی حدود ۴۰ کیلومتر بر ساعت یا کم‌تر ایجاد می‌شوند.
اگر چه دست اندازها برای کاهش سرعت اتومبیل‌ها بسیار مؤثر هستند، اما استفاده از آن‌ها گاهی بحث‌برانگیز است چرا که می‌توانند باعث افزایش صدای ترافیک شوند، باعث صدمه به وسایل نقلیه شوند یا منجر به کند شدن سرعت خودروهای امدادی. بعضی دست اندازها که به صورت غیر استاندارد تهیه شده و مثلاً ارتفاعشان زیاد است یا زوایای تیز دارند، می‌توانند برای رانندگان به عنوان حواس‌پرتی تلقی شوند چرا که نمایش آنها، خصوصاً برای ماشین‌هایی که خیلی به زمین نزدیک هستند یا اصطلاحاً اسپورت هستند خیلی دشوار است. همچنین دست اندازها اگر به خوبی دیده نشوند می‌توانند برای دوچرخه‌ها و موتورها هم خطرناک و تهدیدکننده باشند. دست اندازها هزینه‌ای ۵۰ تا ۲۰۰ دلاری برداشته و ممکن است در طی زمان نیاز به تعویض یا تعمیر داشته باشند.

## انواع دست انداز یا سرعت گیر
1. Speed bump یا Speed hump (دست اندازهای مخصوصی که به صورت نواری عرضی در جاده هستند که در ایران بیشتر از آسفالت برای ساخت این مدل استفاده می‌شود)
2. Speed Cushion (به صورت چند صفحهٔ عریض در جاده هستند)
3. Speed table (به حالت صفحه‌ای عریض و یکپارچه در وسط جاده هستند)

## ترکیبات
هر کدام از این وسایل ممکن است از متریال‌های مختلفی از جمله آسفالت، بتن، پلاستیک بازیافت شده، فلز یا لاستیک ولکانیزه ساخته شده باشند؛ اما اکثراً دست اندازها به دلیل دوام و استحکام و افزایش پایداری از آسفالت و بتن ساخته می‌شوند اما با این حال شکل‌دهی و درآوردن ابعاد مناسب برای آن‌ها دشوار است.
محصولات لاستیکی از قبل مطابق اندازه‌های استاندارد شکل‌دهی شده‌اند. این گونه دست اندازها معمولاً پیچی هستند و نصب و برداشتن آن‌ها راحت‌تر است. می‌توان از نصب و راه اندازی موقت آن‌ها برای تست کردن استفادهٔ آن‌ها در پروژه‌های بزرگ‌تر استفاده کرد. دست اندازهایی که قابل جدا کردن هستند یا در واقع پیچی هستند برای زمستان بسیار مناسب‌اند، چرا که در زمستان برف روی آن‌ها را می‌پوشاند یا ممکن است توسط ماشین‌های برف روب آسیب ببینند.

## تاریخچه
در ۷ ژوئن سال ۱۹۰۶، روزنامهٔ نییورک تایمز خبر از پیاده‌سازی اولیهٔ آنچه ممکن است همان دست انداز باشد در چتم نیوجرسی داد که قرار بود قسمتی که اشغال می‌کرد را ۵ اینچ بالاتر از سطح جاده بیاورد.
«این طرح اولیهٔ کاهش سرعت اتومبیل‌ها توسط شهرداری‌های مختلف مورد بحث قرار گرفته‌است، اما شهرداری چتم اولین جایی است که این موضوع را عملی می‌کند»
سرعت متوسط خودروها در آن زمان حدود ۴۸ کیلومتر بر ساعت بود.
آرتور هالی کامپتون فیزیکدانی بود که در سال ۱۹۲۷ برای کشفیاتش که منجر به تغییرات عمده در نظریهٔ الکترومغناطیس شد جایزه نوبل را از آن خودش کرد. او بیشتر به خاطر کارش بر روی اثر کامپتون با اشعه‌های ایکس شناخته شده‌است. او همچنین مخترع دست اندازهای اولیه در سال ۱۹۵۳ می‌باشد. او با توجه به سرعت رانندگانی که از نزدیکی دانشگاه واشینگتن که وی در آنجا رئیس دانشگاه بود گذر می‌کردند، فکر طراحی دست انداز به سرش زد.
آزمایشگاه تحقیقات جاده و حمل و نقل بریتانیا در سال ۱۹۷۳ گزارشی جامع از نحوهٔ عملکرد وسایل نقلیه بر مبنای انواع مختلف دست اندازها منتشر کرد. در آن زمان دست اندازها فقط در جاده‌های خصوصی استفاده می‌شدند و اجازهٔ نصب در جاده‌های عمومی وجود نداشت.
طبق اعلام نشریه‌ای که توسط مؤسسهٔ مهندسین حمل و نقل منتشر شده، اولین دست اندازها در اروپا در سال ۱۹۷۰ و در شهر دلفت هلنداستفاده شدند.
سرعت گیرها یا دست اندازها در انگلیسی بریتانیایی، انگلیسی مالتی و انگلیسی کاریبایی تحت عنوان پلیس خواب، در نیوزلند تحت عنوان مانع مرتعش‌کننده و در کرواسی، اسلوونی و روسیه تحت عنوان پلیس در حال استراحت یا پلیس دراز کشیده شناخته می‌شوند. دست اندازهای معمولی ارتفاعی به اندازهٔ ۷٫۶ تا ۱۰٫۲ سانتی‌متر داشته و فاصلهٔ گذر از آن‌ها یا همان عرضشان حدود ۳۰ سانتی‌متر و برای جاده‌های عریض‌تر حدود ۳ تا ۴٫۳ متر می‌باشد.
طول دست اندازها هم متفاوت است و معمولاً میان خود دست اندازها و لبه‌های جاده‌هایی که بسته‌اند (یعنی از کنارشان جویی رد شده یا جدول کشی است)، فاصله می‌باشد که هم آب جمع نشود و هم خودروهای امدادی مسیری راحت‌تر برای عبور داشته باشند که البته اثر بخشی این موضوع به نوع خودرو و طراحی خاص جاده بستگی دارد.

## معایب دست انداز و سرعت گیرها
- کند کردن زمان پاسخگویی و رسیدن خودروهای امدادی
- می‌تواند موجب آسیب رسانی به برخی وسایل حمل و نقلی شود
- می‌تواند منجر به افزایش آلودگی صوتی شود مخصوصاً زمانیکه وسایل حمل و نقل با کالاها یا بارهای بزرگ عبور می‌کنند
- می‌توانند برای رانندگان و عابران ناراحتی ایجاد کنند
- می‌تواند برای اتوبوس‌ها و سرویس‌های امدادی مشکل درست کند